# Графити
Графити (или графито) са рисунките или надписите на обществени места (стени на къщи, метрото, улицата), обикновено изпълнени със спрейове.
Те са част от неформалната градска култура, но корените им са в най-древното минало (скалната живопис например). Името graffiti идва през английски от италиански, вероятно от graffiare, глаголът за одрасквам, набраздявам някаква повърхност.
Понякога за графити, исторически се приемат пещерните рисунки на първите хора, някои инцидентни изображения по стените на Помпей и други места в Древна Гърция и Рим (фреските не се приемат за графити), а и по-късно случайни изображения по стените в западноевропейските градове. В действителност графитите се появяват през XX век, заедно с хип-хоп и рап субкултурата, като с влиянието на художници като Банкси някои от тях достигат статута на изкуство.
Използвали са се за начин на общуване между бандите. Днес графити се срещат навсякъде, дори върху високи сгради.

## Галерия
- Амстердам
- Компостела
- Порто
- Севиля
- Луганск
- Сарагоса
- Барселона
- София
- София
- София, до НДК